# 甲府市立相川小学校
甲府市立相川小学校（こうふしりつ あいかわしょうがっこう）は、山梨県甲府市古府中町にある公立小学校。

## 特徴
音楽教育に力を入れており、1995年（平成7年）のNHK全国学校合唱コンクールでの金賞をはじめ、同コンクール県大会やNHK全国学校音楽コンクール関東甲信越地区コンクールなどで度々入賞している。
隣接する武田神社の堀に生息する白鳥の飼育を続けている。2000年（平成12年）に死亡したため一時途切れたが、2002年（平成14年）に山梨鈴木助成事業財団から新たな白鳥が寄贈され飼育が再開された。

## 沿革
- 1881年（明治14年）1月 - 古府学校（現・甲府市立新紺屋小学校）から分離、相川小学校として開校。
- 1883年（明治16年）4月23日 - 現在地に移転し、開校式典挙行。
- 1887年（明治20年）4月 - 相川尋常小学校と改称。
- 1896年（明治29年）4月 - 高等科を併設し、相川尋常高等小学校と改称。
- 1911年（明治44年）4月 - 師範学校代用附属小学校となり、西山梨郡相川村立山梨県師範学校附属小学校代用相川尋常高等小学校と改称。
- 1932年（昭和7年）4月 - 校歌・校旗制定。
- 1937年（昭和12年）8月 - 相川村が甲府市に合併し、山梨県師範学校附属小学校代用甲府市立相川尋常高等小学校と改称。
- 1941年（昭和16年）4月 - 甲府市立相川国民学校と改称。
- 1948年（昭和23年）6月 - 校章改正。
- 1982年（昭和57年） - 創立100周年。記念誌を発行し、記念式典、記念行事を挙行。
- 1995年（平成7年）8月 - NHK全国学校合唱コンクールで金賞受賞。
- 2009年（平成21年）2月13日 - 新校舎落成記念式典挙行[1]。

## アクセス
- 甲府駅北口2番乗り場より山梨交通バス10・11・12・13系統に乗車、「武田神社」バス停下車徒歩2分
- 甲府駅北口1番乗り場より山梨交通バス16・17・18・68系統に乗車、「西田町」バス停下車徒歩5分
- 南甲府駅より山梨交通バス10系統「武田神社」行き、12系統「積翠寺」行きに乗車、「武田神社」バス停下車徒歩2分
- 南甲府駅より山梨交通バス17系統「塚原」行きに乗車、「西田町」バス停下車徒歩5分

## 関係項目
- 山梨県小学校一覧